# Hymenostomum planifolium
Hymenostomum planifolium là một loài rêu trong họ Pottiaceae. Loài này được Sendtn. mô tả khoa học đầu tiên năm 1841.
Danh pháp khoa học của loài này chưa được làm sáng tỏ. 